# Исияма Хонган-дзи
Храм Исияма Хонган-дзи (яп. 石山本願寺) — монастырь, основанный в 1496, в устье реки Йодо, на побережье Японского моря, Япония. Расположен за пределами разрушенной древней столицы Нанива, в провинции Сэтцу. В результате недавних археологических исследований выяснилось, что храм был основан на руинах императорского дворца.
Рэннё, возродивший учение школы Дзёдо-синсю (Икко), поселился здесь в 1496. Впоследствии вокруг монастыря возникло городское поселение. В документах того времени впервые встречается современное наименование Осаки. При описании места данное место называлось Рэннё, в переводе означающее «на высоком холме» (大坂, Ōsaka); впоследствии лишь немного изменилось написание второго иероглифа: 大阪. Хотя Рэннё искал для себя в этом тихом месте уединения, вскоре к нему стали стекаться многочисленные поклонники и последователи. Крошечный храм, построенный им для себя самого, разросся, вокруг появились дома для вновь прибывших людей. Через три года, когда Рэннё умер, уже сформировался общий облик храмового комплекса Исияма Хонган-дзи.
После разрушения в 1532 году в Киото Ямасина Мидо Исияма Хонган-дзи стал главным храмом секты Икко, породившей движение Икко-икки. Южнее, в городе Сакаи была организована система сбора пожертвований для повстанцев.
Благодаря своему расположению храм-крепость казался неприступным. Около сотни монахов непрерывно охраняли его. В случае опасности сигнал колокола мог собрать до 10 тысяч человек. Сюда стекались монахи не только из Осаки и её окрестностей, но и из провинций Кага и Этидзэн, где была основана секта Икко. У монахов было много сторонников, в том числе клан Мори, который снабжал крепость припасами во время осады. Их также, по иронии судьбы, поддерживали Уэсуги Кэнсин и Такэда Сингэн, которые являлись соперниками Оды Нобунаги и тем самым оказали Икко большую услугу, связав себя и Оду взаимными преследованиями.
Война Оды с монастырем продолжалась с осени 1570. Лишь после 5-летней осады, в августе 1580 настоятеля Косу (Кэннё) убедили сдаться. К моменту капитуляции весь храмовый комплекс был подожжён. По некоторым свидетельствам, это было сделано, чтобы победа над повстанцами не принесла Оде никаких материальных выгод. Хотя некоторые защитники крепости и смогли бежать в провинцию Кага для продолжения сопротивления, разрушение Исияма Хонган-дзи стало для секты смертельным ударом, уничтожившим её как вооружённую силу.
Через 3 года на том же месте Тоётоми Хидэёси начал строительство Осакского замка.